# Emily Maitlis

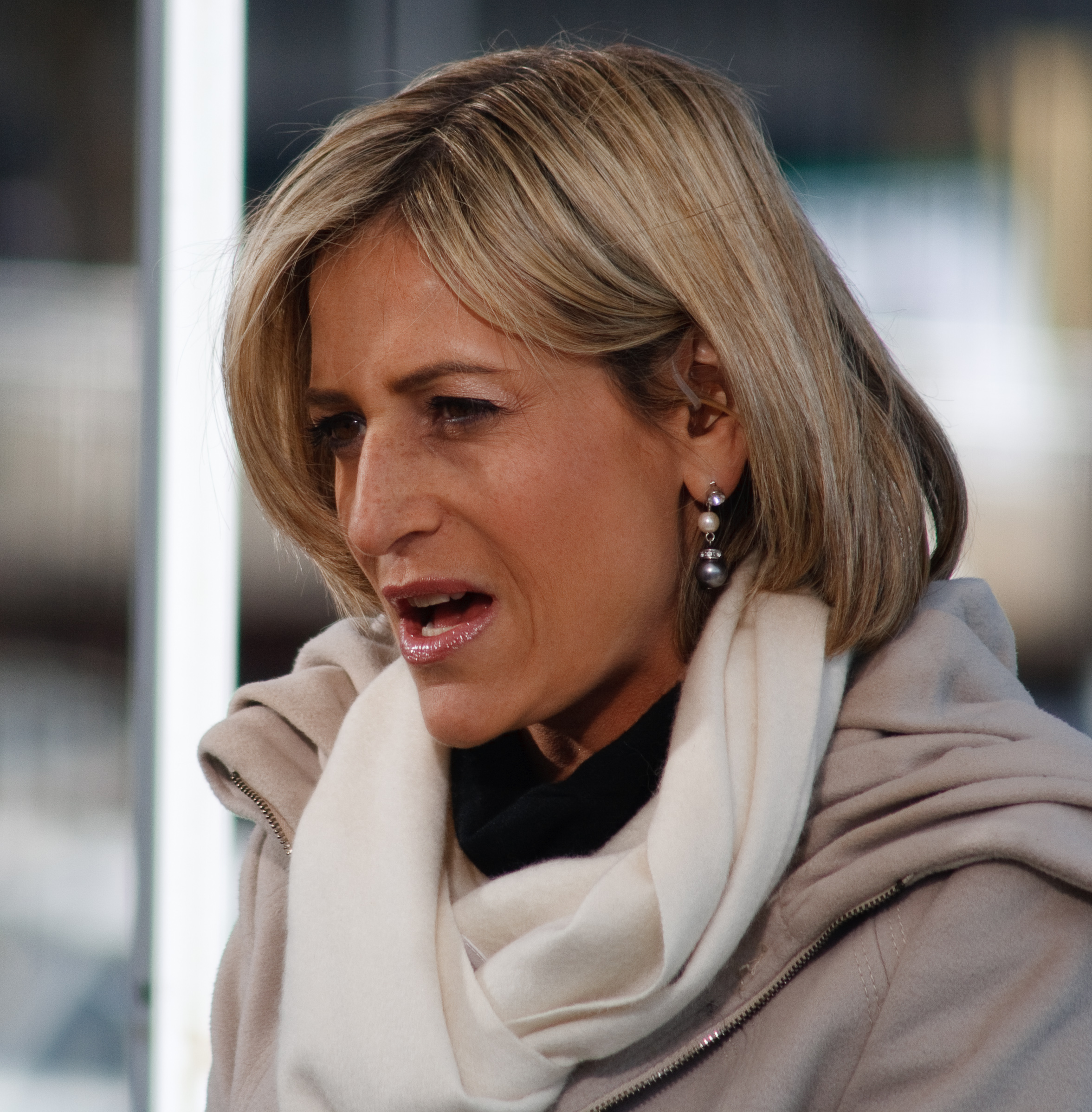
Emily Maitlis, 2010

Emily Maitlis (* 6. September 1970 in Hamilton, Ontario, Kanada) ist eine britische Journalistin, Filmemacherin und Nachrichtensprecherin.

## Werdegang
Maitlis ist die Tochter von Marion und Peter Maitlis. Ihre jüdische Großmutter floh während der Herrschaft der Nationalsozialisten aus Deutschland. Sie wuchs in Sheffield auf und besuchte die dortige König-Edward VII-Schule und später das Queen’s Kolleg in Cambridge.
Nach der Schule und Ausbildung war sie sechs Jahre lang in Hongkong bei TVB News und NBC Asia tätig. Sie berichtete unter anderem über den wirtschaftlichen Zusammenbruch der Tigerstaaten 1997, drehte Dokumentarfilme in Kambodscha und der Volksrepublik China. 2001 wechselte sie zur BBC nach London. Dort war sie in wechselnden Positionen für den Sender tätig. Seit 2012 präsentiert sie auf BBC Two die Sendung Newsnight. Bekannt wurde sie auch 2019 durch ihr Interview mit Prinz Andrew zum Kriminalfall Jeffrey Epstein. 2024 wurde es mit Scoop – Ein royales Interview verfilmt, Maitlis wird von Gillian Anderson dargestellt.
Als Moderatorin der BBC-Nachrichtensendung Newsnight fragte Maitlis im Mai 2020 Boris Johnsons Berater Dominic Cummings, warum er mitten im Corona-Lockdown durchs halbe Land gefahren sei. Von der BBC, wie auch von konservativen Kreisen wurde sie dafür gerügt und moderierte vorübergehend auf eigenen Wunsch nicht mehr. Andrej Reisin vom NDR verweist darauf, dass die Angriffe auf Maitlis Teil der Initiative innerhalb der konservativen Britische Regierung sei, die BBC zu schwächen und politisch auf einen konservativen Kurs zu bringen.
Maitlis ist verheiratet und Mutter zweier Kinder.

## Ehrungen
Emily Maitlis wurde 2020 der Hanns-Joachim-Friedrichs-Preis verliehen. In der Begründung schrieb die Jury, Maitlis reihe nicht nur Nachrichten und Fakten einfach aneinander, sondern zeige immer die Zusammenhänge zwischen den Einzelfakten auf und bewerte sie. Sie habe ein „feines Gespür für leere Phrasen in Politik und Gesellschaft. Mit journalistischer Hartnäckigkeit enttarnt sie in ihren Interviews die inhaltliche Leere der Phrasendrescher.“ Unter politischem Druck neigten auch öffentlich-rechtliche Rundfunkanstalten zur Anpassung. Umso wichtiger sei es für Journalisten, sich weder durch Politiker noch durch eine „instrumentalisierte Öffentlichkeit“ von ihren journalistischen Standards abbringen zu lassen. „Emily Maitlis ist ein vorbildliches Beispiel dafür.“

## Veröffentlichungen
- Airhead: The Imperfect Art of Making News. Michael Joseph, 2019, ISBN 978-0-241-36285-3 (englisch).

## Auszeichnungen
- Preis des Londoner Presseclubs, 2017
- Hanns-Joachim-Friedrichs-Preis, 2020